# Zecchino d'Oro 1984
Il ventisettesimo Zecchino d'Oro si è svolto a Bologna dal 22 al 24 novembre 1984.
È stato presentato da Cino Tortorella. La sigla era Ciao amico, scritta tra gli altri da Mino Reitano.
Luca Lombardi, parteciperà al Festival di Sanremo 1997 nella sezione Nuove Proposte con la canzone "Sonia dice di no", arrivando in finale all'ultimo posto.

## Brani in gara
- Arcobaleno (Дъга) ( Bulgaria) (Testo italiano: Sandro Tuminelli) - Borislav Čučkov (Борислав Чучков) (8 anni) e Radoslava Maljakova (Радослава Малякова) (7 anni e ½)
- Bam-bù (Testo: Luciano Beretta/Musica: Giordano Bruno Martelli) - Desirée Spagnulo (4 anni)
- Che giornata! (Testo: Mara Maretti Soldi/Musica: Nicola Aprile) - Simone Cellamare (5 anni) e Michele Marro (6 anni e ½)
- Coro, caro coro (Testo: Sandro Tuminelli/Musica: Sandro Tuminelli) - Lucia Del Vecchio (5 anni e ½)
- Dormi, mio bel piccino (Duérmete Ramoncito) ( Colombia) (Testo: Alessandra Valeri Manera/Musica: Augusto Martelli) - Jacksonlyne Bolívar (5 anni)
- Etciù! (Atchim!) ( Portogallo) (Testo italiano: Alberto Testa) - João Nuno Salvado (7 anni e ½)
- La mazurca della mela Annurca (Czerwone jabłuszko) ( Polonia) (Testo: Giorgio Calabrese/Musica: Giordano Bruno Martelli) - Marcin Ziółkowski (5 anni e ½)
- L'ultima spiaggia (Testo: Dante Panzuti, Mario Coppola/Musica: Vittorio Paltrinieri) - Valentina Tripodoro (6 anni e ½)
- Mi regali una ciambella? (Testo: Vittorio Sessa Vitali/Musica: Norina Piras) - Giovanna Scandale (6 anni) e Marco Merola (5 anni e ½)
- Ninna nanna per non dormire (Testo: Vittorio Sessa Vitali/Musica: Giordano Bruno Martelli, Claudio Valle) - Luca Lombardi (6 anni e ½) e Sistiana Lombardi (3 anni e ½)
- Per me cantare è un gioco (Juguemos a cantar) ( Spagna) (Testo italiano: Luciano Beretta, Albano Bertoni) - Diana Yamile Rubio Vásquez (6 anni e ½)
- Quando due bambini (当两个小朋友) ( Cina) (Testo: Giorgio Calabrese/Musica: Giordano Bruno Martelli) - Wen Cing Sun (7 anni e ½) [2]